# Сходимость по Борелю
Сходимость по Борелю — обобщение понятия сходимости ряда, предложенное французским математиком Эмилем Борелем. Существует два неэквивалентных определения, которые связывают с именем Бореля.

## Определение
- Пусть дан числовой ряд {\displaystyle \sum _{n=0}^{\infty }a_{n}.} Ряд называется сходящимся по Борелю (или B-сходящимся), если существует предел:

{\displaystyle \lim _{x\to \infty }e^{-x}\sum _{k=0}^{\infty }{\frac {x^{k}}{k!}}S_{k}=S,} где Sk — частичные суммы ряда. Число S тогда называется борелевской суммой ряда.
- Пусть дан числовой ряд {\displaystyle \sum _{n=0}^{\infty }a_{n}.} Ряд называется сходящимся по Борелю (или B'-сходящимся), если существует интеграл:

{\displaystyle \int _{0}^{\infty }dte^{-t}\sum _{n}{\frac {a_{n}}{n!}}t^{n}=S}

## Пример
Рассмотрим ряд {\displaystyle \sum _{0}^{\infty }n!x^{n}.} Данный ряд является расходящимся для произвольного {\displaystyle x\neq 0.} Однако по интегральным определениям сходимости по Борелю имеем:
{\displaystyle \sum _{0}^{\infty }n!x^{n}=\int _{0}^{\infty }dte^{-t}\sum _{n=0}^{\infty }(xt)^{n}=\int _{0}^{\infty }dt{\frac {e^{-t}}{1-xt}},}
и сумма является определённой для отрицательных значений x.

## Свойства
Пусть функция:
{\displaystyle f(z)=\sum _{k=0}^{\infty }a_{k}z^{k}}
регулярна в нуле и С — множество всех её особенных точек. Через каждую точку {\displaystyle P\in C} проведём отрезок {\displaystyle OP} и прямую {\displaystyle L_{p}\,,}, которая проходит через точку Р перпендикулярно к {\displaystyle OP}. Множество точек, лежащих по одну сторону с нулём к каждой из прямых {\displaystyle L_{p}\,,} обозначим {\displaystyle \Pi }. Тогда граница {\displaystyle \Gamma } области {\displaystyle \Pi } называется многоугольником Бореля функции f(z), а область {\displaystyle \Pi } её внутренней областью. Справедлива теорема: ряд
{\displaystyle \sum _{k=0}^{\infty }a_{k}z^{k}}
является B-сходящимся в области {\displaystyle \Pi } и не является B-сходящимся в области {\displaystyle \Pi ^{*}} — дополнены до {\displaystyle \Pi } .